# مقصدهای پروازی ویز ایر
ویز ایر از پایگاه‌های عملیاتی خود در اروپای مرکزی و اروپای شرقی شامل بلگراد، بخارست، بوداپست، کیشیناو، کلوژ-نپوکا، کرایووا، دبرسن، گدانسک، یاش، کاتوویتس، کی‌یف، کوشیتسه، کوتائیسی، لوبلین، لندن، پوزنان، پراگ، ریگا، سیبیو، اسکوپیه، صوفیه، ترگو مورش، تیمیشوارا، تیرانا، توزلا، وارنا، ویلنیوس، ورشو و وروتسواف پروازهایی به شهرهای بزرگ و تفریحی مختلف برگزار می‌کند.

## آفریقا
مراکش
- اگادیر - فرودگاه اگادیر المسیره (آغاز از ۳۰ ژوئن ۲۰۱۷)

## آسیا
جمهوری آذربایجان
- باکو - فرودگاه بین‌المللی حیدر علی‌اف

قبرس
- لارناکا - فرودگاه بین‌المللی لارناکا

گرجستان
- کوتائیسی - فرودگاه بین‌المللی کوتایسی پایگاه عملیاتی[۱]

اسرائیل
- ایلات - فرودگاه عوودا
- تل‌آویو - فرودگاه بین‌المللی بن گوریون

قزاقستان
- آستانه - فرودگاه بین‌المللی آستانه[۲][۳]

امارات متحده عربی
- دبی - فرودگاه بین‌المللی آل مکتوم

## اروپا
آلبانی
- تیرانا - فرودگاه بین‌المللی مادر ترزای تیرانا

بلژیک
- شارلروآ - فرودگاه بروکسل جنوب شرلروآ

بوسنی و هرزگوین
- توزلا - فرودگاه بین‌المللی توزلا پایگاه عملیاتی[۴]
- سارایوو - فرودگاه بین‌المللی سارایوو[۵]

بلغارستان
- بورگاس - فرودگاه بورگاس
- صوفیه - فرودگاه صوفیه پایگاه عملیاتی
- وارنا - فرودگاه وارنا پایگاه عملیاتی (آغاز از ۲۱ ژوئیه 2017)[۶]

کرواسی
- اسپلیت - فرودگاه اسپلیت [فصلی تابستانه]
- اوسییک - فرودگاه اوسیک

جمهوری چک
- برنو (جمهوری چک) - فرودگاه برنو-تورانی
- پراگ - فرودگاه پراگ رازیون پایگاه عملیاتی

دانمارک
- کپنهاگ - فرودگاه کپنهاگ
- بیلوند، دانمارک - فرودگاه بیلاند

فنلاند
- تورکو - فرودگاه تورکو

فرانسه
- بووه - فرودگاه باووایس-تیلی
- بوردو - فرودگاه بوردو–مریگناک (آغاز از ۲۲ سپتامبر ۲۰۱۷)[۷]
- گرونوبل - فرودگاه گرنوبل-ایزره [فصلی زمستانه]
- نیس - فرودگاه نیس کوت دازور
- لیون - فرودگاه لیون-سینت اگزوپری (آغاز از ۳۰ ژوئن ۲۰۱۷)

آلمان
- برلین - فرودگاه برلین شونفلد
- کلن/بن - فرودگاه کلن بن
- دورتموند - فرودگاه دورتموند
- فریدریشسهافن - فرودگاه فریدریش هافن
- Hahn - فرودگاه فرانکفورت-هان
- فرانکفورت - فرودگاه بین‌المللی فرانکفورت
- هامبورگ - فرودگاه هامبورگ
- هانوفر - فرودگاه هانوفر
- کارلسروهه/بادن-بادن - فرودگاه کارلسروهه/بادن-بادن
- ممینگن - فرودگاه ممینگن
- نورنبرگ - فرودگاه نورنبرگ

یونان
- کورفو - فرودگاه بین‌المللی کورفو [فصلی تابستانه]
- هراکلیون - فرودگاه بین‌المللی هراکلین [فصلی تابستانه]
- رودس - فرودگاه بین‌المللی رود [فصلی تابستانه]
- سالونیک - فرودگاه بین‌المللی سالونیک
- زاکینتوس - فرودگاه بین‌المللی زاکینثوس [فصلی تابستانه]

مجارستان
- بوداپست - فرودگاه بین‌المللی بوداپست فرنک لیست پایگاه عملیاتی
- دبرسن - فرودگاه بین‌المللی دبرسن پایگاه عملیاتی

ایسلند
- ریکیاویک - فرودگاه بین‌المللی کفلاویک

ایتالیا
- آلگرو - فرودگاه فرتیلیا
- باری (ایتالیا) - فرودگاه باری
- برگامو - فرودگاه اوریو آل سریو
- بولونیا - فرودگاه بلوونی گوگلیلمو مارکونی
- کاتانیا - فرودگاه کاتانیا-فونتاناروسا
- لامتزیا ترمه - فرودگاه لامتزیا ترمه[۸]
- میلان - فرودگاه میلانو مالپنسا
- ناپل - فرودگاه ناپل
- پروجا - فرودگاه بین‌المللی پروگیا
- پسکارا - فرودگاه آبروتزو
- پیزا - فرودگاه گالیله
- رم
  - فرودگاه چمپینو، رم
  - فرودگاه لئوناردو دا وینچی-فیومیچینو
- ترویزو - فرودگاه ترویزو
- تورین - فرودگاه تورین کاسله
- ورونا - فرودگاه ورونا

کوزوو
- پریشتینا - فرودگاه بین‌المللی پریشتینا

لتونی
- ریگا - فرودگاه بین‌المللی ریگا پایگاه عملیاتی

لیتوانی
- کاوناس - فرودگاه کاناس
- پالانگا - فرودگاه بین‌المللی پالانگا
- ویلنیوس - فرودگاه بین‌المللی ویلنیوس پایگاه عملیاتی

جمهوری مقدونیه
- اوهرید - فرودگاه اورکید سنت. پل دا اپوستل
- اسکوپیه - فرودگاه اسکندر کبیر اسکوپیه پایگاه عملیاتی

مالت
- والتا - فرودگاه بین‌المللی مالت

مولداوی
- کیشیناو - فرودگاه بین‌المللی کیشیناو پایگاه عملیاتی

مونته‌نگرو
- پودگوریتسا - فرودگاه پودگوریتسا

هلند
- آیندهوون - فرودگاه آیندهوون
- خرونینگن - فرودگاه خرونینگن ایلده
- ماستریخت - فرودگاه ماستریخت آخن

نروژ
- السوند - فرودگاه ویگرا آلسوند
- برگن - فرودگاه فلسلند برگن
- هوگسوند - فرودگاه هوگسوند
- کریستیان‌ساند - فرودگاه کریستیان‌ساند کیویک
- مولدا - فرودگاه آرو مولده
- ساندف یورد - فرودگاه سندفیورد، تورپ
- استاوانگر - فرودگاه سولا استاوانگر
- تروندهایم - فرودگاه ورنس تروندهایم

لهستان
- گدانسک - فرودگاه گدایسک لخ والسا پایگاه عملیاتی
- کاتوویتس - فرودگاه بین‌المللی کاتوویتس پایگاه عملیاتی
- لوبلین - فرودگاه لوبلین پایگاه عملیاتی
- اولشتین - فرودگاه بین‌المللی ستیزتنو ستیزمان
- پوزنان - فرودگاه پوزنان-لاویکا پایگاه عملیاتی
- شچچین - فرودگاه سولیدارنوشج شچچن-جولینیو
- ورشو - فرودگاه شوپن ورشو پایگاه عملیاتی
- وروتسواف - فرودگاه وروتسواف کوپرنیکوس پایگاه عملیاتی

پرتغال
- فارو (پرتغال) - فرودگاه فارو
- لیسبون - فرودگاه لیسبون پورتلا
- پورتو - فرودگاه فرنسیسکو جسا کارنئیرو

رومانی
- بخارست - فرودگاه بین‌المللی هنری کواندا پایگاه عملیاتی
- کرایووا - فرودگاه کرایووا پایگاه عملیاتی
- کلوژ-نپوکا - فرودگاه بین‌المللی کلوژ-نپوکا پایگاه عملیاتی
- کونستانسا - فرودگاه بین‌المللی میهایل کوگیالنیچونو
- یاش - فرودگاه بین‌المللی یاش پایگاه عملیاتی
- ستو ماره - فرودگاه بین‌المللی ستو ماره
- سیبیو - فرودگاه بین‌المللی سیبیو پایگاه عملیاتی
- سوچه‌آوا - فرودگاه سوچاوا
- ترگو مورش - فرودگاه بین‌المللی ترگو مورش پایگاه عملیاتی
- تیمیشوارا - فرودگاه بین‌المللی ترایان وویا پایگاه عملیاتی

روسیه
- مسکو - فرودگاه بین‌المللی ونوکووا
- سن پترزبورگ - فرودگاه پالکوو (آغاز از ۲۳ اوت ۲۰۱۷)[۹]

صربستان
- بلگراد - فرودگاه بلگراد نیکولا تسلا پایگاه عملیاتی
- نیش - فرودگاه کنستانتین بزرگ در نیش[۱۰]

اسلواکی
- براتیسلاوا - فرودگاه‌ام. آر. استفانیک
- کوشیتسه - فرودگاه بین‌المللی کوشیتسه پایگاه عملیاتی
- پوپراد - فرودگاه پپراد تاتری

اسلوونی
- لیوبلیانا - فرودگاه لیوبلیانا

اسپانیا
- آلیکانته - فرودگاه آلیکانته-الچه
- بارسلون - فرودگاه بارسلونا-ال پرات
- فوئرته‌ونتورا - فرودگاه فوئرته‌ونتورا
- ایبیزا، اسپانیا - فرودگاه ایبیزا (اسپانیا) [فصلی تابستانه]
- لانزاروته - فرودگاه لانزاروته
- مادرید - فرودگاه مادرید-باراخاس
- مالاگا - فرودگاه مالاگا
- پالما ده مایورکا - فرودگاه پالما د مایورکا [فصلی تابستانه]
- سانتاندر - فرودگاه سانتاندر
- تنریف - فرودگاه تنریف جنوبی
- والنسیا - فرودگاه والنسیا
- ساراگوسا - فرودگاه ساراگوسا

سوئد
- یوتبری - فرودگاه گوتنبرگ-لاندوتر
- مالمو - فرودگاه مالمو
- استکهلم - فرودگاه استکهلم-اسکاوستا
- وکفو - فرودگاه واژو-اسمالند

سوئیس
- بازل - فرودگاه بازل-مولوز-فرایبورگ اروپا
- ژنو - فرودگاه بین‌المللی ژنو

اوکراین
- کی‌یف - فرودگاه کیف ژولیانی پایگاه عملیاتی
- لووف - فرودگاه بین‌المللی لیو دانیلو هالیتسکی

بریتانیا
- ابردین - فرودگاه آبردین
- بلفاست - فرودگاه بین‌المللی بلفاست
- بیرمنگام - فرودگاه بیرمنگام[۱۱]
- بریستول - فرودگاه بریستول[۱۲]
- دونکاستر/شفیلد - فرودگاه دونکاستر شفیلد رابین‌هود
- گلاسگو - فرودگاه بین‌المللی گلاسگو
- لیورپول - فرودگاه جان لنون لیورپول
- لندن
  - فرودگاه گاتویک
  - فرودگاه لوتن لندن پایگاه عملیاتی (آغاز از ۱۸ ژوئن ۲۰۱۷)